# Otávio Bulgarelli
Otávio Didier Bulgarelli (* 15. Oktober 1984 in São Gonçalo do Sapucaí, Minas Gerais) ist ein brasilianischer Radrennfahrer.
Bulgarelli gewann 2008 eine Etappe der Volta do Estado de São Paulo und damit sein erstes Rennen des internationalen Kalenders. Außerdem wurde er Dritter im Straßenrennen der Panamerikameisterschaft. 2009 wurde er Zweiter der vierten Etappe bei der Tour de Santa Catarina. Nachdem der Sieger Alex Diniz des Dopings überführt worden war, wurde Bulgarelli der Sieg zugerechnet. Für die Saison 2011 erhielt er seinen ersten Vertrag bei einem  Professional Continental Team, der italienischen Mannschaft Farnese Vini-Neri Sottoli. Im Jahr 2012 wurde er brasilianischer Straßenmeister.

## Erfolge
2008
- eine Etappe Volta do Estado de São Paulo
- Panamerikameisterschaft – Straßenrennen

2009
- eine Etappe Tour de Santa Catarina

2012
- Brasilianischer Meister – Straßenrennen